# Gele smalvleugelmot
De gele smalvleugelmot (Batrachedra pinicolella) is een vlinder uit de familie Batrachedridae (smalvleugelmotten).

## Herkenning
De vlinder heeft een spanwijdte tussen de 10 en 13 millimeter. De grondkleur van de voorvleugel van de vlinder is geel tot geelbruin. 

## Levenscyclus
De gele smalvleugelmot gebruikt met name fijnspar, maar (mogelijk) ook spar en den als waardplanten. De rups is te vinden van september tot mei. Hij leeft in een met schors en korstmos bedekt gesponnen buisje op een twijg en mineert de naalden van de boom. De verpopping vindt plaats in een zijtak van het buisje. De vliegtijd is van eind mei tot in september.

## Verspreiding
De gele smalvleugelmot komt verspreid over Europa voor, met uitzondering van de Balkan, Ierland en de eilanden in de Middellandse Zee. De soort is in Nederland en België vrij zeldzaam.